# Lana Parrilla
Pour les articles homonymes, voir Parrilla.
Lana Parrilla, née le 15 juillet 1977 à Brooklyn dans l'État de New York, est une actrice américaine.

## Biographie
Lana Parrilla est née d'une mère italienne artiste-peintre Dolorès Dee Azzara et d'un père portoricain, Sam Parrilla. Ce dernier fut un joueur professionnel de baseball américain évoluant dans l'équipe des Phillies de Philadelphie dans les années 1970. Il est assassiné en 1994 à la suite d'une altercation qui a mal tourné.
Elle a une sœur aînée prénommée Deena et est la nièce de l'actrice Candice Azzara, qui l'a inspirée dans sa carrière d'actrice.
Après le lycée, elle a déménagé à Los Angeles pour commencer sa carrière où elle a étudié à la Beverly Hills Playhouse.

### Vie privée
Elle s'est fiancée à Alfredo Di Blasio, directeur de marketing, le 28 avril 2013 lors d'une visite en Israël. Ils se sont mariés le 5 juillet 2014 en Colombie-Britannique. Ils se fréquentaient depuis fin 2011. Ils divorcent en 2018.

### Carrière
Elle développe très jeune un goût pour la comédie, inspirée par sa tante, l'actrice américaine Candice Azzara. Elle suit des cours à Los Angeles avant de débuter dans le rôle  de Kate  dans un court métrage I Like you, You are Gorgeous  now what ? De Wil Castillo.  Aussi  dans une série en 1999, Grown Ups durant deux épisodes. 
Elle décroche pour la rentrée 2000 un rôle régulier, celui de la secrétaire Angie Ordonez dans la cinquième saison de la populaire sitcom Spin City. La série doit alors gérer le remplacement de la star Michael J. Fox, remplacée par Charlie Sheen. Son personnage est cependant très peu utilisé, et l'actrice quitte la série au bout de la saison. Après une année d'apparitions isolées dans des séries à succès - JAG,  The Shield - elle décroche son second rôle régulier pour la rentrée 2002. C'est cette fois pour une série dramatique. 
Boomtown est une série policière chorale, où l'actrice incarne une jeune ambulancière. Les audiences sont très moyennes, mais les critiques positives. Le programme est repensé pour la saison 2, le personnage de Parrilla étant promu flic. Les audiences sont cependant catastrophiques et la chaîne arrête les frais au bout de seulement cinq épisodes.
Elle rebondit en 2004 avec des participations dans New York Police Blues et Six Feet Under, avant de décrocher de nouveau des rôles réguliers. Mais aucun de ces projets ne s'avère stable.
En 2005, son personnage de Sarah Gavin ne parvient pas à dépasser la première moitié de la quatrième saison de la série d'action à succès, 24 heures chrono. En 2006, la série dramatique Windfall : Des dollars tombés du ciel ne dépasse pas non plus 13 épisodes. Elle rebondit donc vers rôle de guest dans les trois derniers épisodes de la saison 3 de  Lost : Les Disparus. En 2008, elle défend le téléfilm sentimental Mon identité volée tandis que sa nouvelle série Swingtown est diffusée durant l'été dans l'indifférence générale.  Elle y incarnait une voisine d'un couple qui découvre, grâce à elle, la libération sexuelle. Début 2010, la nouvelle série médicale Miami Medical est un nouvel échec.

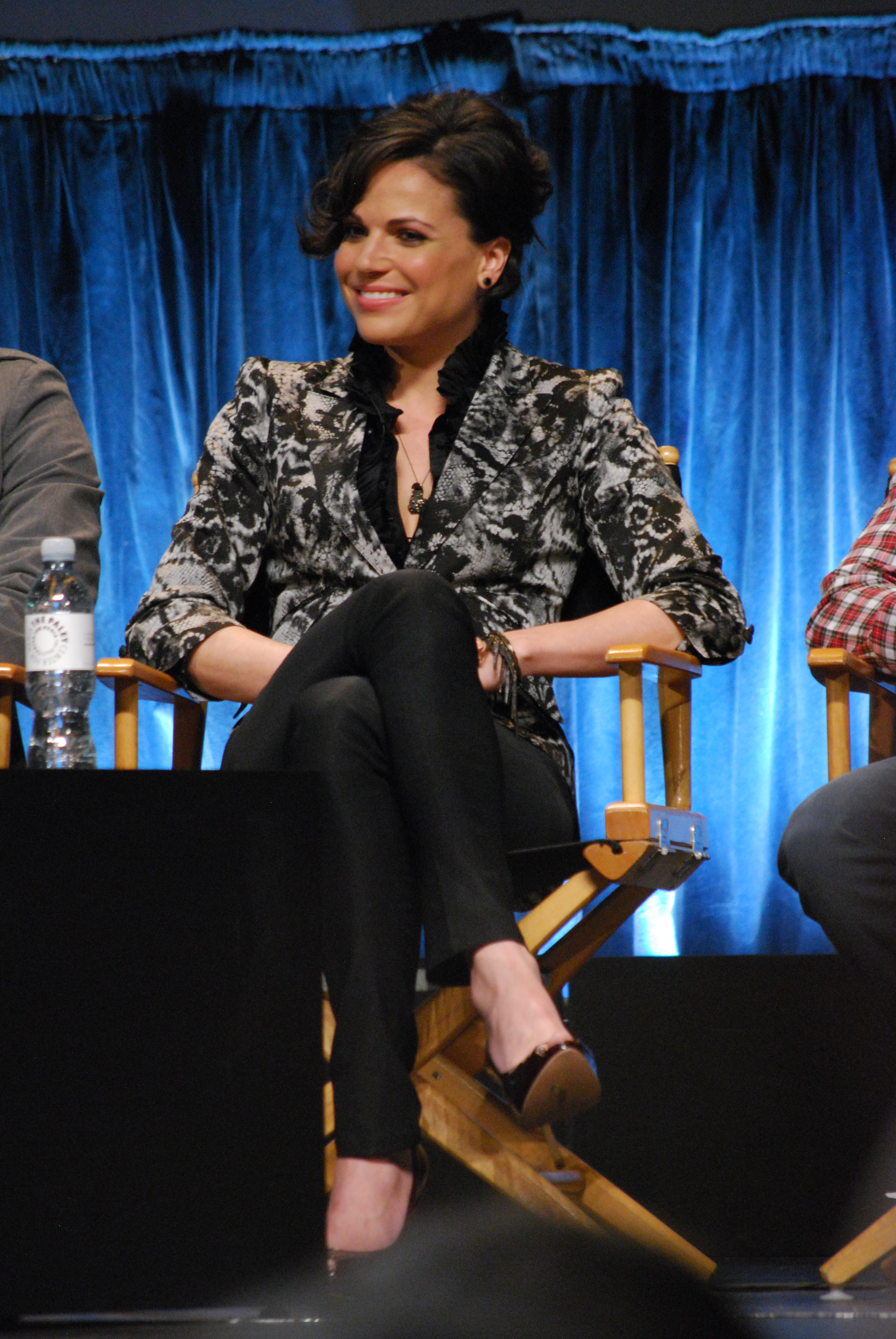
Au Paleyfest en 2012.

Après des apparitions isolées dans des séries en 2010  - Médium (série télévisée), Chase,  Covert Affairs -, elle décroche un rôle régulier pour la rentrée 2011. Ce cinquième essai est concluant : la série fantastique adaptée des contes classiques Once Upon a Time est un succès. L'actrice y incarne la Maire de Storybrooke, Regina Mills, ainsi que le personnage de la Méchante Reine, belle-mère de Blanche-Neige. Le programme est un succès et la révèle au monde entier. Elle interprète ce personnage jusqu'en mai 2018 à l'arrêt de la série, et réalise l'épisode 17 de la 7e et dernière saison.

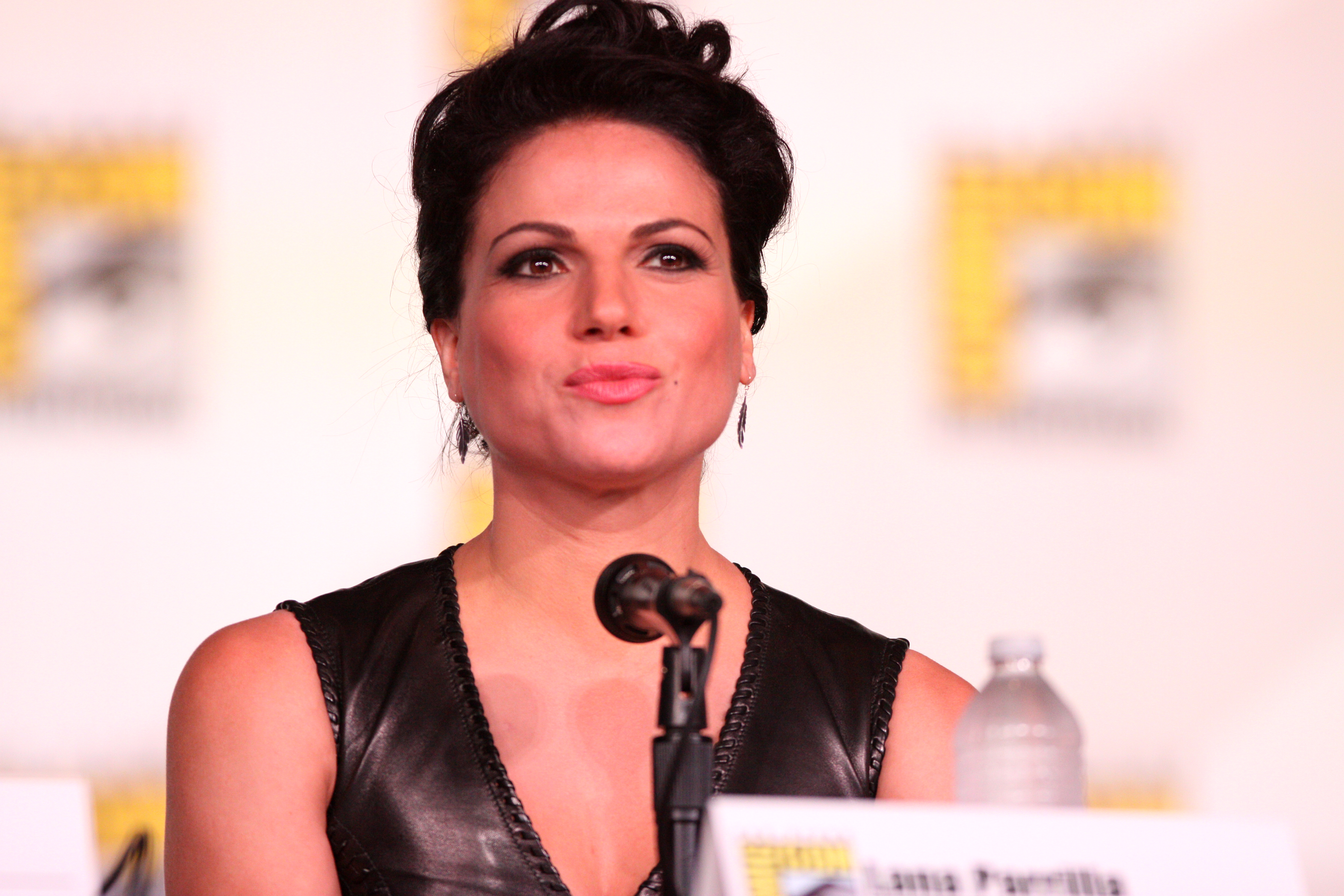
L'actrice au San Diego Comic-Con en 2012.

En octobre 2020 elle est annoncée dans le casting principal de la saison 2 de Why Women Kill, dans le rôle de Rita Castillo.
Le 30 avril 2021, Lana a sorti une chanson avec le DJ Glovibes intitulée It's Over Now.

## Anecdotes
- Lana Parrilla a été attaquée à dix ans par un chien, ce qui lui a laissé une cicatrice visible sur le côté droit de sa lèvre supérieure[2]
- Elle est également une chanteuse à certaines occasions, prêtant sa voix en fond sonore pour un tube de musique composé par deux des trois fils de son ex-époux. Ces derniers forment un groupe de musique appelé 45 Spacer et Lana a contribué à leur tube appelé Naughty Boys, en 2012 ainsi qu'à You and Me en 2013.
- Elle a obtenu le rôle régulier d'Angie Ordonez dans la série Spin City en 2000 après avoir dû passer six auditions au total.
- Lana connaissait toute l'histoire de la Reine Regina, la méchante belle-mère de Blanche-Neige, dès le pilote de la saison 1 de Once Upon a Time. Les scénaristes Edward Kitsis et Adam Horowitz lui ont révélé le passé du personnage avec Blanche-Neige afin qu'elle incarne au mieux son rôle.
- Lana et l'acteur Jorge Garcia se connaissent depuis près de vingt ans. En effet, ils ont débuté ensemble leurs cours de théâtre à Los Angeles et sont devenus très amis. Ils se sont retrouvés lors du tournage de la saison 3 de Lost, en 2006, où Garcia incarnait un survivant alors qu'ils étaient logés dans la même hutte. Ils se sont ensuite retrouvés ensemble dans la saison 2 de Once Upon a Time.
- Jack DiBlasio, le fils aîné de son ex-époux a fait une apparition dans le dernier épisode de la saison 2 de Once Upon a Time, dans le rôle d'un des Enfants Perdus du Pays Imaginaire et il revient dans le seizième épisode de la saison 3, de la même série.

## Filmographie

### Cinéma
- 2000 : Spiders de Gary Jones : Marci Eyre
- 2000 : Very Mean Men de Tony Vitale : Teresa
- 2003 : Frozen Stars de David-Matthew Barnes : Lisa Vasquez
- 2003 : One Last Ride de Tony Vitale : Antoinette
- 2020 : The Tax Collector de David Ayer : Favi
- 2022 : Scrap de Vivian Kerr
- 2024 : Atlas de Brad Peyton : Val Shepherd

### Télévision

#### Séries télévisées
- 1999 : Grown Ups : une serveuse
- 2000 : Rude Awakening  : Lorna l'infirmière
- 2000 - 2001 : Spin City : Angie Ordonez
- 2002 : The Shield : Sedona Tellez
- 2002 - 2003 : Boomtown de Frederick King Keller et Jon Avnet : Teresa Ortiz
- 2004 : JAG de Terrence O'Hara : le lieutenant Stephanie Donato
- 2004 : Six Feet Under : Maile
- 2004 : New York Police Blues (NYPD Blue) : l'officier Janet Grafton
- 2005 : 24 Heures chrono (24) : Sarah Gavin
- 2006 : Windfall : Des dollars tombés du ciel (Windfall) : Nina Schaefer
- 2007 : Lost : Les Disparus (Lost) : Greta
- 2008 : Swingtown : Trina Decker
- 2010 : Miami Medical : Dr Eva Zambrano
- 2010 : The Defenders : Betty Johnson
- 2010: Médium : Lydia Halstrom
- 2010 : Chase : Isabella Cordova
- 2011 : Covert Affairs : Julia Suarez
- 2011 - 2018 : Once Upon a Time : La Méchante Reine / Regina Mills / Roni
- 2021 : Why Women Kill : Rita Castillo
- 2023 : La Défense Lincoln (The Lincoln Lawyer) : Lisa Trammell (saison 2)

#### Téléfilms
- 2001 : Semper fi de Michael W. Watkins
- 2008 : Mon identité volée (The Double Life of Eleanor Kendall) de Richard Roy : Nellie Givens

## Voix françaises
En France, Lana Parrilla est régulièrement doublée par Nathalie Homs,.

## Distinctions
| Année | Prix                                                                                       | Film             | Résultat   |
| ----- | ------------------------------------------------------------------------------------------ | ---------------- | ---------- |
| 2003  | Imagen Award pour la Meilleure Actrice dans un Second Rôle                                 | Boomtown         | Lauréat    |
| 2008  | ALMA Award pour la Meilleure Actrice dans une série télévisée dramatique                   | Swingtown        | Nomination |
| 2012  | TV Guide Award pour le Meilleur Méchant                                                    | Once Upon a Time | Lauréat    |
| 2012  | Saturn Award de la meilleure actrice de télévision dans un second rôle                     | Once Upon a Time | Nomination |
| 2012  | Teen Choice Award pour le Meilleur Méchant de la télévision                                | Once Upon a Time | Nomination |
| 2012  | ALMA Award pour la Meilleure Actrice de télévision                                         | Once Upon a Time | Lauréat    |
| 2013  | NHMC Impact Award de la Meilleure performance dans une série télévisée                     | Once Upon a Time | Lauréat    |
| 2013  | Teen Choice Award pour le Meilleur Méchant de la télévision                                | Once Upon a Time | Nomination |
| 2016  | Teen Choice Awards pour la Meilleure actrice dans une série SF ou Fantastique              | Once Upon a Time | Lauréat    |
| 2017  | Teen Choice Awards pour la Meilleure actrice dans une série de Science-fiction/Fantastique | Once Upon a Time | Nomination |